# 永井守
永井 守（ながい まもる、1958年1月25日- ）は、日本の写真家。鹿児島県西之表市出身、馬毛島生まれ。2人の子供の父親。

## 経歴
幼年期を種子島、青年期を大阪府北河内で過ごす。
1980年1月、大阪より上京、同年3月アートセンタースタジオ入社。1981年 アートセンタースタジオ退社。
スタジオ時代から磯辺重美、河野千年、立木三郎、長末正忠、山岸伸などのアシスタントを経て、フリーカメラマンとして独立。
1981年、アシスタントをしつつ、東京原宿の歩行者天国にて、ローラー・一世風靡を撮り始める。
仕事としてはファッション、物、タレント、全てのジャンルにとらわれない写真家として活動を始める。当時、最年少の年鑑入りファッション・カメラマンとなる。
1983年10歳年上の大野邦代と同居、1985年入籍。この頃、売れっ子カメラマンにもかかわらず3ヶ月間もタイ、インド、ネパールに作品撮りに出かけ、インド、ネパールにはまってしまう。
この後、長い間ファッション等の商業写真をやめてしまうが、ある時期を過ぎ、全てのジャンルにこだわらない、という本来のスタンスにもどり写真を撮り続ける。
1990年12月9日、最愛の妻を1年半の闘病生活のあと亡くす。
このとき夢を売ることだけが自分の使命と感じる。友人のミュージシャン達とのライブ活動、原稿の執筆、写真だけに留まらず、
2人の子供を引き連れ、徒歩での四国八十八箇所巡りなど、夢を売ることを追求し続けている。
現在は新しい写真のジャンル、シンメトリー写真の第一人者として模索しているが、一貫してジャンルにこだわらないカメラマンとして活躍中。
オノ・ヨーコの日本専属スタッフである。

## 著書
- タイ写真集 Rock'n Roll is Love 飛鳥新社
- 写真集 80’s 扶桑社
- 写真集「7×7」光GENji J-STATION
- 写真集 1994・今・・・」光GENji J-STATION
- 写真集「クチコミ」”Word-of-Mouth" CONE DENIM
- タカトシ大人になるな男になれ アミューズ出版